# Let's Spend the Night Together (sång)
Let's Spend the Night Together är en låt av den brittiska rockgruppen The Rolling Stones som lanserades i januari 1967. Den skrevs av Mick Jagger och Keith Richards och spelades in 1966 under samma period som inspelningarna av albumet Between the Buttons pågick. På grund av textens sexuella innehåll valde flera amerikanska radiostationer att spela singelns andra låt "Ruby Tuesday" istället. Detta illustreras tydligt av att låten nådde en medioker femtiofemte plats på Billboard-listan, medan "Ruby Tuesday" nådde förstaplatsen. I flera europeiska länder blev dock "Let's Spend the Night Together" ytterligare en i raden av topp 10-placerade singlar för gruppen.
När gruppen skulle framföra låten i den amerikanska tv-showen The Ed Sullivan Show tvingades de ändra i texten och sjunga "let's spend some time together" istället för den ursprungliga texten.
Låten togs med på den amerikanska upplagan av albumet Between the Buttons där den var inledande spår, samt albumet Flowers från samma år. Den finns med på majoriteten av gruppens samlingsalbum. Låten namngav även konsertfilmen Let's Spend the Night Together från 1982.
Medverkande 
- "Mick Jagger" sång
- "Keith Richards" gitarr, piano, bas, sång
- "Brian Jones" gitarr, orgel
- "Charlie Watts trummor
- "Jack Nitzsche" piano

## Listplaceringar
| Lista (1967)   | Position               |
| -------------- | ---------------------- |
| Australien     | 4 (Go Set)             |
| Danmark        | 2 (DR "Top 20")        |
| Finland        | 14                     |
| Flandern       | 7                      |
| Irland         | 14                     |
| Norge          | 2 (VG-lista)           |
| Storbritannien | 3                      |
| Sverige        | 6 (Kvällstoppen)       |
| Sverige        | 4 (Tio i topp)         |
| USA            | 55 (Billboard Hot 100) |
| Vallonien      | 2                      |
| Västtyskland   | 1                      |
| Österrike      | 3                      |

## David Bowies version
David Bowie gjorde en Glamrock-cover av låten för sitt album Aladdin Sane som gavs ut den 13 april 1973. Sången gavs även ut som singel i juni 1973, Bowie gjorde även om texten lite grann. Bowies version listnoterades i Nederländerna där den nådde plats 19 på singellistan.
Medverkande
- "David Bowie" sång, gitarr, keyboard, munspel, saxofon
- "Mick Ronson" gitarr
- "Trevor Bolder" bas
- "Mick Woodmansey" trummor
- "Mike Garson" piano
- "Ken Fordham" saxofon
- "Brian Wildshaw" saxofon, flöjt
- "Linda Lewis" bakgrundssång
- "Juanita Franklin" sång
- "GA MacCormack" bakgrundssång